# 奎伦霍斯特
奎伦霍斯特是德国下萨克森州的一个市镇。总面积4.78平方公里，总人口536人，其中男性274人，女性262人（2011年12月31日），人口密度112人/平方公里。